# Danny de Munk
Danny de Munk (Amsterdam, 19 février 1970) est un chanteur et acteur néerlandais.

## Galerie

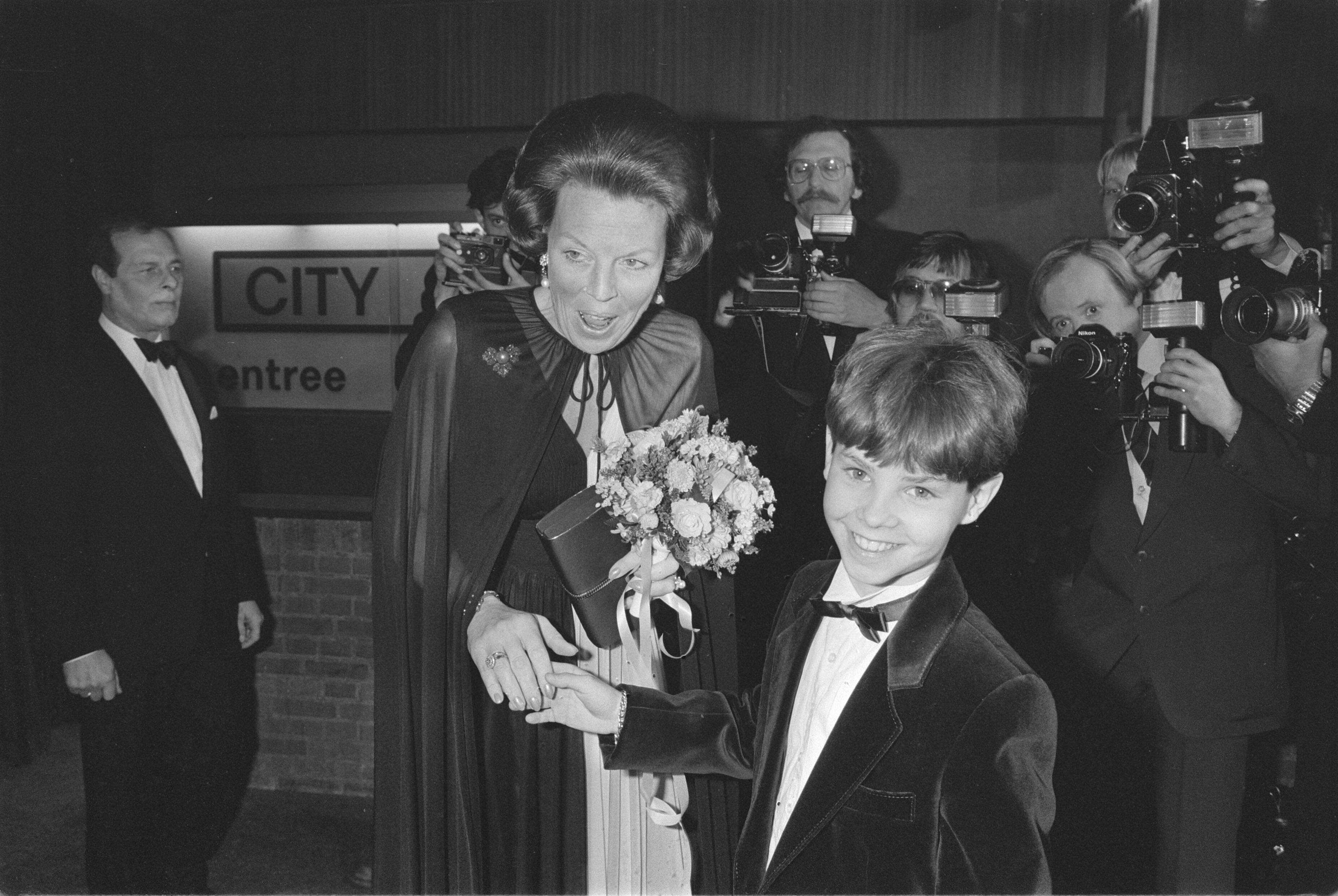
La reine Beatrix avec Danny de Munk lors de la première de Ciske le filou le 27 mars 1984. Rob Croes/Anefo.

## Filmographie
- 1984 : Ciske le Filou (Ciske de Rat)
- 1986 : Op hoop van zegen
- 1988 : Vuurdoop
- 1997 : All Stars